# Коленберг
Коленберг (њем. Collenberg) општина је у њемачкој савезној држави Баварска. Једно је од 32 општинска средишта округа Милтенберг. Према процјени из 2010. у општини је живјело 2.550 становника. Посједује регионалну шифру (AGS) 9676117.

## Географски и демографски подаци
Коленберг се налази у савезној држави Баварска у округу Милтенберг. Општина се налази на надморској висини од 140 метара. Површина општине износи 23,9 km². У самом мјесту је, према процјени из 2010. године, живјело 2.550 становника. Просјечна густина становништва износи 107 становника/km².